# Iridoplitis
Iridoplitis is een geslacht van vlinders van de familie tandvlinders (Notodontidae), uit de onderfamilie Notodontinae.

## Soorten
- I. iridescens Kiriakoff, 1955
- I. malgassica Kiriakoff, 1960
- I. theodorus Kiriakoff, 1967